# J'Info Tours
J'Info Tours este o agenție de turism din România.
A fost înființată în mai 1990 și este deținută de Carmen și Aurel Pavel.
În anul 2007, vânzările agenției au fost de aproximativ 29 milioane euro.
Număr de angajați în 2010: 60
Cifra de afaceri:
- 2009: 10 milioane euro[3]
- 2008: 14 milioane euro[3]

Venit net:
- 2009: 54.000 euro[3]
- 2008: 71.000 euro[3]